# Хаику-Паувела
Хаику-Паувела (гав. Haʻikū-Paʻuwela) — статистически обособленная местность в округе Мауи (штат Гавайи, США).

## География
Согласно Бюро переписи населения США статистически обособленная местность Хаику-Паувела имеет общую площадь 49,6 квадратных километров, из которых 40,85 км2 относится к суше и 8,75 км2 или 17,67 % — к водным ресурсам.

## Демография
По данным переписи населения за 2000 год в Хаику-Паувела проживало 6578 человек, насчитывалось 2310 домашних хозяйств, 1524 семьи и 2454 жилых дома.
Расовый состав Хаику-Паувела по данным переписи распределился следующим образом: 56,2 % белых, 0,52 % — чёрных или афроамериканцев, 0,53 % — коренных американцев, 10,14 % — азиатов, 7,01 % — коренных жителей тихоокеанских островов, 24,63 % — представителей смешанных рас, 0,97 % — других народностей. Испаноговорящие составили 8,27 % населения.
Из 2310 домашних хозяйств в 35,9 % — воспитывали детей в возрасте до 18 лет, 48 % представляли собой совместно проживающие супружеские пары, в 11,2 % семей женщины проживали без мужей, 34 % не имели семьи. 21,1 % от общего числа семей на момент переписи жили самостоятельно, при этом 4,2 % составили одинокие пожилые люди в возрасте 65 лет и старше. В среднем домашнее хозяйство ведут 2,83 человек, а средний размер семьи — 3,29 человек.
Население Хаику-Паувела по возрастному диапазону (данные переписи 2000 года) распределилось следующим образом: 26 % — жители младше 18 лет, 7,4 % — между 18 и 24 годами, 34,3 % — от 25 до 44 лет, 25,4 % — от 45 до 64 лет и 6,8 % — в возрасте 65 лет и старше. Средний возраст жителей составил 36 лет. На каждые 100 женщин приходилось 104,5 мужчин, при этом на каждые сто женщин 18 лет и старше приходилось 104,1 мужчин также старше 18 лет.

## Экономика
Средний доход на одно домашнее хозяйство Хаику-Паувела составил 45 397 долларов США, а средний доход на одну семью — 52 350 доллар. При этом мужчины имели средний доход в 35 737 долларов в год против 29 610 долларов среднегодового дохода у женщин. Доход на душу населения составил 21 702 долларов в год. 8,1 % от всего числа семей в местности и 16,4 % от всей численности населения находилось на момент переписи за чертой бедности, при этом 16,5 % из них были моложе 18 лет и 8 % — в возрасте 65 лет и старше.